# Kane Kwei Carpentry Workshop

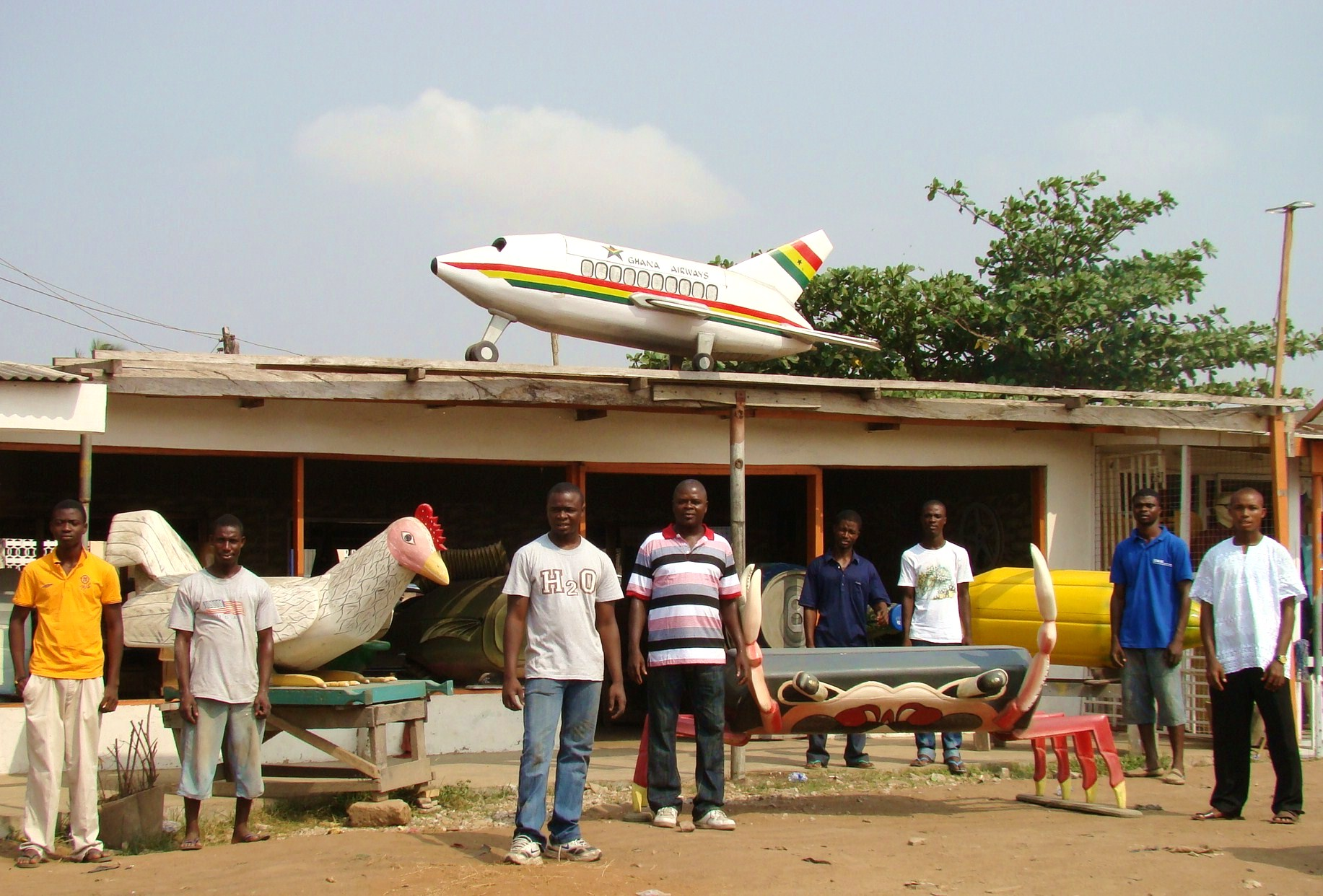
Workshop Kane Kwei in 2010

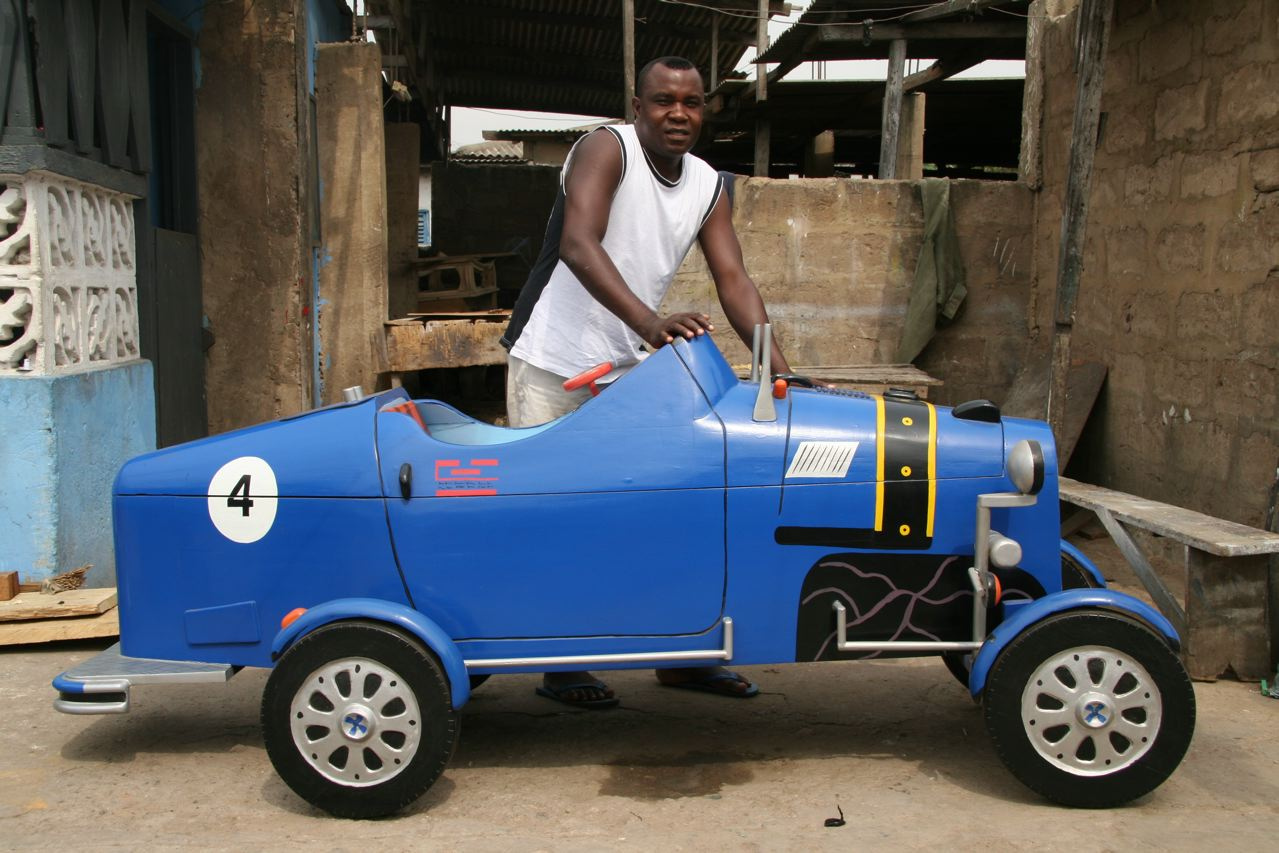
Daniel Mensah met doodskist in de vorm van een auto

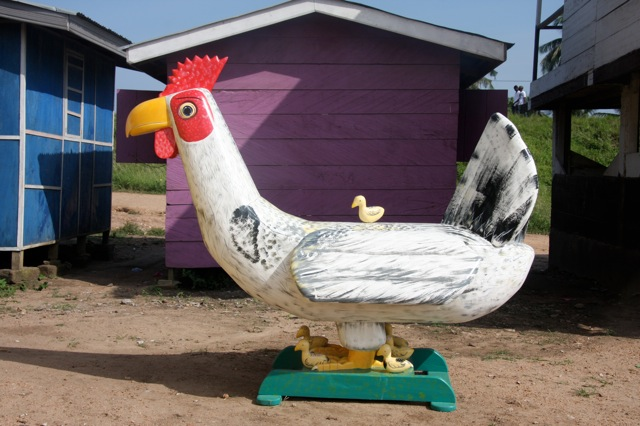
Doodskist van Kudjo Affutu in de vorm van een kip

Kane Kwei Carpentry Workshop is een werkplaats in de Ghanese stad Teshie gericht op de productie van doodskisten, met inbegrip van de fantasiedoodskisten. Het gebruik van deze kisten voor een begrafenis bij de Ga is ingeburgerd sinds de vroege jaren 1960, en is sindsdien een traditie geworden.
Kane Kwei Carpentry Workshop maakt over het algemeen gebruik van lichtere houtsoorten : Wawa (wit hout) of emien voor kisten voor een echte begrafenis. Die voor de kisten bestemd voor de export zijn gemaakt van de edelste soort en ook duurder, zoals mahonie of Afrikaans limba.
De werkplaats is diep geworteld in de Ga-traditie. De productie en het gebruik van de doodskisten maakt deel uit van de lokale protocollen, zoals de aard van het werk en de inbreng van de leerlingen, waarvan het aantal kan oplopen tot tien. Aan het eind van het leerproces, dat twee tot vijf jaar duurt, wordt er een traditionele ceremonie gehouden. De leerling moet zijn meester, de baas van de werkplaats voor zijn opleiding vergoeden met ofwel een geldsom of door het geven van alcoholische dranken, een parasol, een paar sandalen, nadien wordt er een certificaat gegeven.
Het fabricageproces van een kist begint met een nauwkeurige observatie van het model in kwestie - ook de observatie van het model zelf, een levende kip bijvoorbeeld - gevolgd door de interpretatie ervan in drie dimensies. Plannen of schetsen worden gemaakt. Na de montage wordt de kist geschuurd en de barsten gevuld met gips. Twee lagen primer worden met het spuitpistool aangebracht, voorafgaand aan de beschildering met de hand. Het interieur van het object, de manier van bevestigen en de presentatie van de stoffen krijgen speciale aandacht.
Op initiatief van de werkplaats worden artistieke partnerschappen met Westerse instellingen en residenties van buitenlandse kunstenaars georganiseerd.

## Geschiedenis
Seth Kwei Kane (1922-1992) was een timmerman en meubelmaker te Teshie gelegen in de buitenwijken van Accra in Ghana. Hij wordt beschouwd als de uitvinder in het begin van de jaren ‘50 van de design- of fantasiedoodskisten, in de Ga-taal (de taal van de dominante etniciteit in de regio Accra) Abebuu Adek genoeemd. Seth Kwei Kane was in het buitenland de eerste kunstenaar beroemd om zijn figuratieve doodskisten.
Enkele kisten werden al in de jaren 70 aangekocht door de Amerikaanse galeries (Vivian Burns in 1973, Ernie Wolfe, beide gevestigd in Los Angeles). Het is vanaf 1989 dat de doodskisten van Kane Kwei internationale erkenning krijgen als voorbeelden van vergankelijke kunst en als symbool van het hedendaagse Afrika. De opeenvolgende exposities Les Magiciens de la Terre (Musée National d'Art Contemporain Centre Georges Pompidou, Grande Halle de la Villette, Parijs, 1989 - Commissaris Jean-Hubert Martin) en Afrika Explore (Museum of Modern Art, New York, Verenigde Staten, 1992 - Commissaris Susan Vogel) leiden tot erkenning.
Na de dood van Sowah, de oudste zoon van Kane Kwei in 1999, was het de beurt aan Cedi - Cadet Sowah. Sinds 2005 werkt Eric Adjetey Anang (geboren 1985, zoon van Cedi) aan de verdere uitbouw van de workshop door de introductie van nieuwe modellen en het ontwerpen en uitvoeren van meubels in dezelfde geest en met dezelfde traditionele technieken als bij de doodskisten.
In de regio rond Teshie zijn, onder leiding van voormalige leerlingen van Kane Kwei, inmiddels een tiental werkplaatsen actief die fantasiedoodskisten produceren. Onder hen zijn Paa Joe Nswam, Paa Willie Nungua (overleden in 2009, zijn zoon Odai nam de werkplaats over), Tei te Dorwanya, Hello te Lay Teshie, Tetteh te Amasaman, Red Ningo Tetteh, Eric La Kpakpo of Kudju Affutu in Awutu.

## Modellen van doodskisten gemaakt door de werkplaats
| categorieën       | onderwerp |
| ----------------- | --- |
| Huisdieren        | Eagle • Antelope • Chameleon • Whale • Cock • Dove • Kalkoen • Krab • Crawfish • Sneal • Elephant • Lion • Peacock • Parrot • Fish • Catfish • Chicken • Tilapia • Shark • Sardine • Snake • Tortoise • Aulacode (Thryonomys swinderianus) |
| Gebouwen          | Gebouwen Kerken • residentiële woning |
| Groenten en fruit | Ananas • Cacao-pod • Suikerriet • Maïskolf • Palmnoten • Ui • Groene Peper • Rode Peper • Pompoen |
| objecten          | Voetbal • Bijbel Bierfles Star ® • Fles Coca Cola ® • Blikje frisdrank Aquarius ® • Voetbalschoen • Revolver • Traditioneel Zwaard • Machinepistool • Gitaar • Krant "Graphic" • Visnet • Naaimachine • Waterkoker • Microfoon • Hamer • Buitenboord motor • Piano • Filmprojector • Robot • Vliegtuig • VliegtuigZak meel • Traditionele scepter • Handzaag • Spuit • Fluit scheidsrechter • Balpen Notitieboekje • Ashanti-Stoel • Drum • GSM • Troffel |
| Voertuigen        | Ambulance • Bus 32 zitplaatsen • Vliegtuig Ghana Airways • Vliegtuig Ghana AirwaysKLM • Cruise schip • Kipper Vrachtwagen • Bedford Truck Brandweerwagen • Kano • Vissen • Volkswagen Minibus ® • Trekker Mercedes-Benz • Auto Toyota |
| Ander             | Zon |

## Internationale aandacht voor de werkplaats sinds 2005

### 2009
- Life Is Wonderful - Promoclip voor het drankje Aquarius gedraaid te Teshie, gebaseerd op de geschiedenis van design doodskisten en de Kane Kwei workshop. SRA Rushmore Agentschap voor Coca-Cola Spanje. Madrid.[8]
- Colourfull Into Darkness - Expositie van acht doodskisten met optocht , zoals een « Ga begrafenis » in de straten van Antwerpen in het kader van het intercultureel project Boulevard Amandla. Afrikaans Antwerps Kunstenforum / Verbeke Foundation. Antwerpen, België.[9]
- Openbare Orde - een doodskist. Royal Ontario Museum. Toronto, Canada.
- Ghana: Graves Custom - Documentaire film van 52 minuten. Geregisseerd door Philippe Lespinasse. FTV Pole TV5 / Wide Angle Productions, Frankrijk.[10]
- Artist in Residence bij de workshop voor twee maanden: Michael Deforest, Oregon College of Art, Portland, Verenigde Staten. Oregon College of Arts and Crafts Workshop Kane Kwei[1].
- Uitzending van 26 minuten op TV over de workshop. El Mondo TV. Madrid, Spanje.
- Doodskisten in Ghana. Tentoonstelling in Antwerpen, België - Online artikel over de deelname van de workshop aan Boulevard Amandla.[11]
- Radio uitzending gewijd aan de workshop met de dichter Nii Ayekwey Parkes over leven van de Ghanezen in Londen. Radio Centraal, Antwerpen, België.
- Aankoop van acht doodskisten - particuliere verzamelaar. Los Angeles, California, USA.

### 2008
- Moment met Mo Abudu – TV- uitzending van een uur over de workshop. Studio M-Net TV. Lagos, Nigeria.
- Bestelling van twee doodskisten. Particuliere verzamelaar, Nederland.
- Interview met Eric Anang Adjetey. ARTE televisie, Duitsland.

### 2007
- Bestelling van vijf doodskisten. FISA Stichting, Sevilla, Spanje.

## Selectie van tentoonstellingen vóór 2005

### Groepstentoonstellingen
- 2005 Kunst uit Afrika, Grimaldi Forum, Monaco.[12]
- 2005 African Art Now, Museum voor Schone Kunsten, Houston, USA.
- 2005 und Tod Sexualität - AIDS in der Kunst Zeitgenössischen Afrikanischen, RJM Museum, Keulen, Duitsland.
- 2003 Ghana: Hier et Aujourdhui, Musée Dapper, Parijs, Frankrijk[13][14]
- 1998 AFRIKA Levende Nieuwe Kunst uit een Dynamisch Continent, Tobu Museum of Art, Tokio, Japan.
- 1996 Neue Kunst aus Afrika, House of World Cultures, Berlijn, Duitsland.
- 1993 Skizzen eines Ludwig Forum für projekts Internationale Kunst, Aken, Duitsland.
- 1991 Afrika Explore: 20th Century African Art, New Museum of Contemporary Art, New York, USA.
- 1989 Les Magiciens de la Terre, Musée National d’Art Contemporain - Centre Georges Pompidou, La Grande Halle de la Villette, Parijs, Frankrijk.

### Solotentoonstellingen
- 2000 Ein Fisch für die letzte Ruhe, Museum auf dem Ohlsdorf Friedhof, Hamburg, Duitsland.[15]
- 1998 Kane Kwei, Museum voor Hedendaagse en Moderne kunst, Genève, Zwitserland.
- 1997 Wie Das Leben, surg der Sarg ... Nam June Paik, Ifa Gallery, Bonn, Duitsland.